# Корсунцев, Данила Викторович
Дани́ла Ви́кторович Корсу́нцев (род. 10 сентября 1973, Ташкент) — российский артист балета, премьер Мариинского театра.

## Биография
Родился в 1973 году в Ташкенте Узбекской ССР (ныне Узбекистан) в семье танцовщика, ведущего солиста ташкентского Большого театра имени Навои.
В 1992 году окончил Узбекское хореографическое училище по классу Куркмаса Сагатова. В 1992—1998 годах был солистом московского Театра классического балета под руководством Наталии Касаткиной и Владимира Василёва, с 1998 года работает в балетной труппе Мариинского театра. В его репертуаре главные мужские партии в таких балетах, как «Жизель», «Корсар», «Баядерка», «Спящая красавица», «Лебединое озеро», «Раймонда», «Спартак» Леонида Якобсона. Среди партнёрш Данилы Корсунцева — балерина Ульяна Лопаткина.
Выступал на сцене Национального театра оперы и балета Болгарии («Метафизика») и Национального театра Японии в Токио («Раймонда»), гастролировал с труппой Мариинского театра в Великобритании, Греции, Китае. В 2014 году участвовал в церемонии открытия XXII Олимпийских зимних игр в Сочи, исполнив роль Андрея Болконского в «Первом бале Наташи Ростовой» (хореограф Раду Поклитару).

## Награды
- 1995 — лауреат Фестиваля балета в Жоинвиле (Бразилия).
- 1996 — лауреат международного конкурса артистов балета «Майя» (Санкт-Петербург).
- 1997 — дипломант Международного конкурса артистов балета в Париже.
- 2008 — Заслуженный артист Российской Федерации.